# 石川県道40号珠洲里線
石川県道40号珠洲里線（いしかわけんどう40ごう すずさとせん）は、石川県珠洲市と輪島市を結ぶ県道（主要地方道）である。

## 概要
珠洲市北西部から輪島市東部の山間を通る県道。珠洲市の中心部である飯田地区と輪島市中心部とを最短距離で結ぶルートであるものの、珠洲市若山町上黒丸地区から輪島市町野町鈴屋地区までは幅員狭小で、かつ八太郎（はったろ）峠越えとなり起伏の激しい道のりである。道途中にある輪島市町野町の五里分交差点は、その名のとおり西へ五里（約20km）で輪島市街地、東へ五里で珠洲市飯田という中間地点にあり、交通の要所として知られている。
町野地区にある明治橋から南志見地区の南志見住吉神社までの間も、八太郎峠越え同様の狭小区間であり、急カーブが連続している上、2つの峠（小坂峠、舟木谷峠）を越える難所である。
起点の珠洲市若山町宇都山から輪島市町野町曽々木の間は、2007年（平成19年）3月の能登半島地震で崩壊した国道249号八世乃洞門（はせのどうもん）を迂回するルートとして利用された。

### 路線データ
- 起点：石川県珠洲市若山町字宇都山1字65番1地先（国道249号交点）
- 終点：石川県輪島市尊利地町イ字1番1地先（国道249号交点）

## 歴史
- 1960年（昭和35年）10月15日：「石川県道若山里線」として路線認定。その後[いつ?]主要地方道として昇格し、現在の路線名に変更。[要出典]
- 1993年（平成5年）5月11日 - 建設省から、県道珠洲里線が珠洲里線として主要地方道に指定される[1]。
- 2024年（令和6年）1月1日 - 能登半島地震が発生。輪島市町野町付近の土砂災害などで寸断状態となった[2]。

## 地理

### 通過する自治体
- 珠洲市
- 輪島市

### 交差する道路
- 国道249号（珠洲市若山町字宇都山、起点）
- 石川県道280号若山上戸線（珠洲市若山町上黒丸）
- 石川県道272号上黒丸大谷線（珠洲市若山町上黒丸）
- 石川県道6号宇出津町野線（輪島市町野町・五里分交差点）
- 石川県道278号金蔵川西線（輪島市町野町川西・明治橋詰）
- 石川県道277号柳田里線（輪島市里町）
- 国道249号（輪島市尊利地町、終点）